# Peet Bijen
Peet Bijen (Hengelo, 28 januari 1995) is een voormalig Nederlands betaald voetballer. Hij speelde als centrale verdediger.

## Clubloopbaan
Bijen is afkomstig van de Hengelose amateurclub BWO en maakte in 2006 op 11-jarige leeftijd de overstap naar de D2 van de Voetbalacademie FC Twente. Hij doorliep de jeugdopleiding en maakte in 2012 voor het eerst zijn opwachting in Jong FC Twente, dat op dat moment uitkwam in de beloftencompetitie. Op 15 januari 2013 tekende Bijen een driejarig opleidingscontract bij FC Twente.
Toen Jong FC Twente in seizoen 2013/14 voor het eerst uitkwam in de Eerste divisie, was Bijen de aanvoerder van dit team. Op 7 augustus 2013 maakte hij met de beloften zijn debuut in het betaald voetbal, in een wedstrijd tegen FC Oss. In seizoen 2014/15 speelde hij zijn eerste wedstrijd voor FC Twente. De thuiswedstrijd tegen PSV op 4 april 2015 ging met 5-0 verloren. In de voorbereiding op seizoen 2015/16 werd Bijen definitief aan de eerste selectie toegevoegd. In seizoen 2016/17 werd hij een vaste keuze in het basiselftal. In de eerste seizoenshelft miste Bijen geen minuut. In december 2016 verlengde hij zijn contract tot 2020. Met FC Twente degradeerde Bijen in 2018 naar de Eerste divisie.
Op 11 juni 2020 tekende Bijen een tweejarig contract bij ADO Den Haag, dat hem transfervrij overnam van Twente., maar na één seizoen werd het contract al ontbonden, waarna hij een eenjarig contract met een optie voor een tweede jaar bij FC Emmen tekende. Op 9 augustus 2022 maakte Bijen bekend dat hij wegens aanhoudend blessureleed een punt heeft gezet achter zijn loopbaan.

## Interlands
Bijen kwam uit voor verschillende vertegenwoordigende jeugdelftallen, namelijk het Nederlands voetbalelftal onder 18, het Nederlands voetbalelftal onder 19 en het Nederlands voetbalelftal onder 20. Op 13 november 2014 maakte hij zijn debuut voor Jong Oranje in een oefenwedstrijd tegen Jong Duitsland.

## Statistieken
| Seizoen | Club           | Competitie     | Competitie | Competitie | Beker | Beker | Internationaal | Internationaal | Overig | Overig | Totaal | Totaal |
| Seizoen | Club           | Competitie     | Wed.       | Dlp.       | Wed.  | Dlp.  | Wed.           | Dlp.           | Wed.   | Dlp.   | Wed.   | Dlp.   |
| ------- | -------------- | -------------- | ---------- | ---------- | ----- | ----- | -------------- | -------------- | ------ | ------ | ------ | ------ |
| 2013/14 | Jong FC Twente | Eerste divisie | 36         | 2          | 0     | 0     | 0              | 0              | 0      | 0      | 36     | 2      |
| 2014/15 | Jong FC Twente | Eerste divisie | 34         | 0          | 0     | 0     | 0              | 0              | 0      | 0      | 34     | 0      |
| 2014/15 | FC Twente      | Eredivisie     | 1          | 0          | 0     | 0     | 0              | 0              | 0      | 0      | 1      | 0      |
| 2015/16 | FC Twente      | Eredivisie     | 18         | 1          | 1     | 0     | 0              | 0              | 0      | 0      | 19     | 1      |
| 2016/17 | FC Twente      | Eredivisie     | 26         | 0          | 1     | 0     | 0              | 0              | 0      | 0      | 27     | 0      |
| 2017/18 | FC Twente      | Eredivisie     | 32         | 2          | 5     | 0     | 0              | 0              | 0      | 0      | 37     | 2      |
| 2018/19 | FC Twente      | Eerste divisie | 35         | 6          | 4     | 1     | 0              | 0              | 0      | 0      | 39     | 7      |
| 2019/20 | FC Twente      | Eredivisie     | 20         | 1          | 1     | 1     | 0              | 0              | 0      | 0      | 21     | 2      |
| 2020/21 | ADO Den Haag   | Eredivisie     | 6          | 0          | 1     | 0     | 0              | 0              | 0      | 0      | 7      | 0      |
| 2021/22 | FC Emmen       | Eerste divisie | 1          | 0          | 0     | 0     | 0              | 0              | 0      | 0      | 1      | 0      |
| Totaal  | Totaal         | Totaal         | 209        | 12         | 13    | 2     | 0              | 0              | 0      | 0      | 222    | 14     |

Bijgewerkt t/m 9 augustus 2022.

## Erelijst
| Competitie     |           |           |           |           |
| Competitie     | Aantal    | Jaren     |           |           |
| FC Twente      | FC Twente | FC Twente | FC Twente | FC Twente |
| -------------- | --------- | --------- | --------- | --------- |
| Eerste divisie | 1         | 2018/19   |           |           |
| FC Emmen       |           |           |           |           |
| Eerste divisie | 1         | 2021/22   |           |           |